# 이타코촌
이타코촌(板来村)은 도치기현 서남부, 가미쓰가군에 속했던 촌이다. 현재의 가누마시, 닛코시에 해당한다.

## 역사
- 1889년 4월 1일 - 정촌제 시행에 의해 가미쓰가군 이타코촌이 성립하였다.
- 1893년 5월 1일 - 이타카촌과 합병해 오코로가와촌이 성립하였다.

## 교통

### 철도노선
1929년에 구촌 지역 내에 도부 닛코선 이타바리역이 개업했다. 

## 참고문헌
- 角川日本地名大辞典 9 栃木県